# 希臘—土耳其地震外交
希臘－土耳其地震外交（希臘語：διπλωματία των σεισμών, diplomatia ton seismon）始於1999年，該年土耳其與希臘相繼發生災情慘重的強烈地震，兩國因互相協助救災而意外舒緩彼此間緊張的外交關係。

## 1999年地震
1996年希臘與土耳其的關係因愛琴海島嶼伊米亞群島的領土爭議而劍拔弩張。3年後的1999年8月17日土耳其西北部爆發規模Mw7.6的伊茲密特地震，造成超過17,000人罹難與近30萬人無家可歸。希臘為第一個伸出援手的國家，地震發生數小時內該國外交部長即致電土耳其外交部長，派出搜救人員和救難犬前往救災，提供大量帳篷、移動醫院、救護車、藥品、食物、飲水和衣物等救難物資，並出動飛機協助撲滅地震引起的火災，全國多處均設立捐血站。土耳其媒體大幅報導希臘的救災行動，稱其為「黑暗日子中的友誼時刻」。隨後兩國官員均表示將利用此機會促進雙方互相理解與對話，雅典市長前往災區時與伊斯坦堡市長會面，希臘海軍將領出席土耳其海軍將領的退休典禮並獲得熱烈掌聲。
在土耳其地震爆發後不到一個月的時間，希臘於9月7日爆發Mw5.9的雅典地震，為該國20年來災情最為慘重的地震，造成143人死亡、上萬人受傷與大量建築毀損。土耳其政府迅速組織救援，在震災爆發後13小時載送搜救人員的軍機即飛抵現場，大量土耳其民眾致電希臘駐土耳其大使館、領事館詢問捐血事宜，甚至有一人表示願意捐出自己的一個腎臟給災民。
有學者認為此次地震外交僅是加速兩國關係解凍的進程，實際上兩國雖在1996年瀕臨戰爭邊緣，但1996－1999三年間兩國關係已逐漸改善，地震外交並非其和解的關鍵原因。

## 2020年地震
2020年10月30日愛琴海地震爆發，在土耳其伊兹密尔造成相當災情。此時正值兩國因愛琴海能源探勘而關係緊張之際，希臘總理基里亞科斯·米佐塔基斯致電土耳其總統艾爾多安，對地震的罹難者表達哀悼，並迅速派出搜救人員前往現場。

## 2023年地震
2022年底至2023年初希臘與土耳其關係因愛琴海爭端延燒而相當緊張，艾爾多安多次威脅將入侵希臘所屬的島嶼。2023年2月6日土耳其加濟安泰普省爆發Mw7.8的嚴重強震，希臘政府迅速派出搜救人員與物資救災，米佐塔基斯致電艾爾多安，承諾將提供更多援助，此為2022年兩國關係惡化以來兩人首次通話，希臘總統卡特里娜·萨克拉罗普卢亦致電艾爾多安，期望能盡可能地拯救受難民眾，另外兩國外交部長與國防部長也互相通話。希臘各大黨派除少數邊緣極端團體外均聲援救災。對於希臘政府與民間的援助，許多土耳其的推特用戶以（謝謝，希臘）與 （謝謝，鄰居）兩個主題標籤表達對希臘的感謝。